# Diabulus in Musica
Diabulus in Musica er et spansk symfonisk metal-band fra Pamplona (Navarra) og stiftet i 2006 af Zuberoa Aznárez, Gorka Elso, Adrián Vallejo og Jorge Arca.

## Medlemmer
- Zuberoa Aznárez – Vokal
- Gorka Elso – Keyboard/Grunts
- Odei Ochoa - Bas
- David Carrica - Trommer
- Alexey Kolygin - Guitar

### Tidligere medlemmer
- Jorge Arca – Bas
- Adrián M. Vallejo – Guitar/Screams
- Xabier Jareño – Trommer
- Alejandro "Alex" Sanz – Bas

## Diskografi

### Studiealbums
- 2010: Secrets (Metal Blade Records)
- 2012: The Wanderer (Napalm Records)
- 2014: Argia (Napalm Records)
- 2016: Dirge for the Archons (Napalm Records)
- 2020: Euphonic Entropy (Napalm Records)

### Singler og EP'er
- 2009: Secrets (EP)
- 2012: Sceneries of Hope (single)
- 2014: Inner Force (single)
- 2016: Crimson Gale (single)
- 2016: Invisible (single)
- 2019: Otoi (single)

### Musikvideoer
- 2012: Sceneries of Hope
- 2014: Inner Force
- 2015: Spoilt Vampire
- 2016: Crimson Gale (lyric video)
- 2016: Invisible
- 2019: Otoi
- 2020: The Misfit's Swing (lyric video)

### Projekter
- 2012: Music for Itzalen Sua - El Fuego de las Sombras (DVD)